# Ana Fidelia Quirot
Pour les articles homonymes, voir Quirot.
Ana Fidelia Quirot (née le 23 mars 1963 à Palma Soriano, dans la province de Santiago de Cuba) est une athlète cubaine spécialiste du 400 et du 800 mètres.

## Carrière
Après une première médaille d'argent sur 800 mètres aux Championnats du monde d'athlétisme 1991, elle remporte une médaille de bronze lors des Jeux olympiques d'été de 1992 à Barcelone.
L'année suivante, elle connaît un terrible accident domestique dans l'explosion d'une cuisinière. Elle y est sérieusement blessée, au visage principalement, et y perd également l'enfant qu'elle portait. Elle revient à la compétition à la fin de l'année 1993.
Elle remporte enfin une médaille d'or lors des Championnats du monde d'athlétisme 1995 à Göteborg. Mais lors des Jeux olympiques d'été de 1996 à Atlanta elle est devancée par la russe Svetlana Masterkova et remporte une médaille d'argent devant la mozambicaine Maria Mutola. L'année suivante, elle confirme son titre mondial en remportant le 800 mètres aux Championnats du monde d'athlétisme 1997 à Athènes.

## Palmarès
- Jeux olympiques d'été
  -  médaille d'argent sur 800 mètres aux Jeux olympiques d'été de 1996 à Atlanta
  -  médaille de bronze sur 800 mètres aux Jeux olympiques d'été de 1992 à Barcelone
- Championnats du monde d'athlétisme
  -  médaille d'or sur 800 mètres aux Championnats du monde d'athlétisme 1997 à Athènes
  -  médaille d'or sur 800 mètres aux Championnats du monde d'athlétisme 1995 à Göteborg
  -  médaille d'argent sur 800 mètres aux Championnats du monde d'athlétisme 1991